# L'Homme (chanson)
Pour les articles homonymes, voir Homme (homonymie).
Pistes de Le Piano du pauvre
À la Seine Le Parvenu
L'Homme est une chanson sarcastique de Léo Ferré, parue sur l'album Le Piano du pauvre, publié par Odeon en 1954. Elle gagne une certaine notoriété et la reconnaissance du « métier » à travers la version enregistrée la même année par Catherine Sauvage, qui obtient le Grand Prix du disque 1954. La version de Ferré, quant-à elle, vaudra à ce dernier le Prix Citron.

## Forme
Paroles et musique sont de Léo Ferré.

## Enregistrement

### Production
- Arrangements et direction musicale : Jean Faustin
- Prise de son : ?
- Production exécutive : M. Dory

## Interprétations sur scène
Il existe à ce jour trois versions disponibles : 
- la première, en mars 1955 sur la scène de l'Olympia de Paris (album Récital Léo Ferré à l'Olympia, 1955)
- la deuxième, en janvier 1958 sur la scène de Bobino à Paris (album Léo Ferré à Bobino, 1958)
- la troisième, en mars 1965 sur la scène de de Bobino à Paris (coffret L'Âge d'or : intégrale 1960-1967, 2020)

Dans la première version, Léo Ferré est accompagné par l'orchestre de Gaston Lapeyronnie. Dans la deuxième, Ferré est accompagné par Jean Cardon à l'accordéon, Barthélémy Rosso à la guitare et Paul Castanier au piano. La troisième version est accompagnée par le seul Castanier. 

## Reprises
Outre Catherine Sauvage, cette chanson a été adaptée et chantée en anglais par Eartha Kitt. Michel Hermon et Annick Cisaruk en offrent une interprétation contemporaine. En néerlandais a chanté Adèle Bloemendaal 'De Dame', traduit par Lennaert Nijgh.